# Chrioloba
Chrioloba is een geslacht van vlinders van de familie spanners (Geometridae), uit de onderfamilie Larentiinae.

## Soorten
- C. andrewesi Prout, 1958
- C. apicata Prout, 1914
- C. bifasciata Hampson, 1891
- C. cinerea Butler, 1880
- C. costimacula Wileman & South, 1917
- C. erubescens Wehrli, 1924
- C. etaina Swinhoe, 1900
- C. indicaria Guérin-Meneville, 1843
- C. inobtrusa Wileman & South, 1917
- C. ochraceistriga Prout, 1958
- C. olivaria Swinhoe, 1897
- C. olivescens Hampson, 1902
- C. perpusilla Wehrli, 1924
- C. subusta Warren, 1893
- C. togulata Prout, 1926
- C. trinotata Warren, 1893